# Championnats d'Afrique de cyclisme sur route 2016
Navigation
Championnats d'Afrique 2015 Championnats d'Afrique 2017
Les Championnats d'Afrique de cyclisme sur route 2016 ont lieu du 21 au 26 février 2016 à Casablanca en Maroc. C'est la deuxième fois après 2008 que Casablanca organise les championnats.
Les courses masculines élites individuelles font partie de l'UCI Africa Tour 2016 et les courses féminines du calendrier international féminin UCI.

## Podiums masculins
| Élites                       |                                                                                  |                                                                                   |                                                                            |
| Course en ligne              | Tesfom Okubamariam                                                               | Youcef Reguigui                                                                   | Mekseb Debesay                                                             |
| Contre-la-montre             | Mouhssine Lahsaini                                                               | Tsgabu Grmay                                                                      | Daniel Teklehaimanot                                                       |
| Contre-la-montre par équipes | Érythrée Elias Afewerki Tesfom Okubamariam Amanuel Gebrezgabihier Mekseb Debesay | Algérie Azzedine Lagab Abderrahmane Mansouri Abderrahmane Bechlaghem Nassim Saidi | Maroc Lahcen Saber Mouhssine Lahsaini Salaheddine Mraouni Mohamed Er Rafai |
| Espoirs                      |                                                                                  |                                                                                   |                                                                            |
| Course en ligne              | Amanuel Gebrezgabihier                                                           | Jean Claude Uwizeye                                                               | Nassim Saidi                                                               |
| Contre-la-montre             | Valens Ndayisenga                                                                | Amanuel Gebrezgabihier                                                            | Abderrahmane Bechlaghem                                                    |
| Juniors                      |                                                                                  |                                                                                   |                                                                            |
| Course en ligne              | Hamza Mansouri                                                                   | Christopher Lagane                                                                | Abdelraouf Bengayou                                                        |
| Contre-la-montre             | Abdelraouf Bengayou                                                              | Christopher Lagane                                                                | Hamza Mansouri                                                             |
| Contre-la-montre par équipes | Maroc Anouar Motassadeq Ayoub Bairi Mohammed Medrazi Anas Jaouy                  | Algérie Abdelraouf Bengayou Amar Bradai Merouane Brinis Oussama Chablaoui         | Angola Bruno Araújo Márcio José José Rocha Antonio Vidal                   |

## Podiums féminins
| Élites                       |                                                                                   |                                                               |                                                                          |
| Course en ligne              | Vera Adrian                                                                       | An-Li Kachelhoffer                                            | Kimberley Le Court                                                       |
| Contre-la-montre             | Vera Adrian                                                                       | Jeanne D'arc Girubuntu                                        | Samantha Sanders                                                         |
| Contre-la-montre par équipes | Afrique du Sud Samantha Sanders An-Li Kachelhoffer Lise Olivier Anriette Schoeman | Éthiopie Tsega Beyene Eyaru Tesfuam Mhirte Asgele Eden Bekele | Érythrée Wehazit Kidane Mossana Debesai Wogahta Ghebrehiwet Yohana Dawit |
| Juniors                      |                                                                                   |                                                               |                                                                          |
| Contre-la-montre             | Donia Rashwan Mahmoud                                                             |                                                               |                                                                          |

## Tableaux des médailles
| Rang  | Nation         | Or | Argent | Bronze | Total |
| ----- | -------------- | -- | ------ | ------ | ----- |
| 1     | Algérie        | 2  | 3      | 2      | 7     |
| 2     | Érythrée       | 2  | 0      | 3      | 5     |
| 3     | Maroc          | 2  | 0      | 1      | 3     |
| 4     | Namibie        | 2  | 0      | 0      | 2     |
| 5     | Afrique du Sud | 1  | 1      | 1      | 3     |
| 6     | Égypte         | 1  | 0      | 0      | 1     |
| 7     | Maurice        | 0  | 2      | 1      | 3     |
| 8     | Éthiopie       | 0  | 2      | 0      | 2     |
| 9     | Rwanda         | 0  | 1      | 0      | 1     |
| 10    | Angola         | 0  | 0      | 1      | 1     |
| Total | Total          | 10 | 9      | 9      | 28    |